# La Belle imprudente
La Belle imprudente (Julia Misbehaves) est une comédie américaine de Jack Conway, sorti en 1948.

## Fiche technique
- Titre : La Belle imprudente
- Titre original : Julia Misbehaves
- Réalisation : Jack Conway
- Scénario : William Ludwig, Harry Ruskin et Arthur Wimperis d'après le roman The Nutmeg Tree de Margery Sharp
- Adaptation : Monckton Hoffe et Gina Kaus
- Production : Everett Riskin
- Société de production : MGM
- Musique : Adolph Deutsch
- Photographie : Joseph Ruttenberg
- Montage : John D. Dunning
- Direction artistique : Daniel B. Cathcart et Cedric Gibbons
- Costumes : Irene
- Pays d'origine :  États-Unis
- Langue originale : anglais
- Format : noir et blanc – 35 mm – 1,37:1 – mono (Western Electric Recording)
- Genre : comédie
- Durée : 99 minutes
- Date de sortie : 
  -  États-Unis : 8 août 1948
  -  France : 23 septembre 1949
- Affiche : Boris Grinsson (France)

## Distribution
- Greer Garson : Julia Packett
- Walter Pidgeon : William Sylvester Packett
- Peter Lawford : Ritchie Lorgan
- Elizabeth Taylor : Susan Packett
- Cesar Romero : Fred Ghenoccio
- Lucile Watson : Mme Packett
- Nigel Bruce : Colonel Bruce 'Bunny' Willowbrook
- Mary Boland : Mme Gheneccio
- Reginald Owen : Benny Hawkins
- Henry Stephenson : Lord Pennystone
- Aubrey Mather : Le vicaire
- Ian Wolfe : Hobson, le maître d'hôtel
- Fritz Feld : Pepito
- Phyllis Morris : Daisy
- Veda Ann Borg : Louise
- Jimmy Aubrey : L'ivrogne

Acteurs non crédités :
- Harry Allen : Un collecteur de factures
- Edmund Breon : Jamie
- Marcelle Corday : Gaby
- Jean Del Val : Croupier
- William E. Snyder : Un acrobate